# MIM-23 Hawk

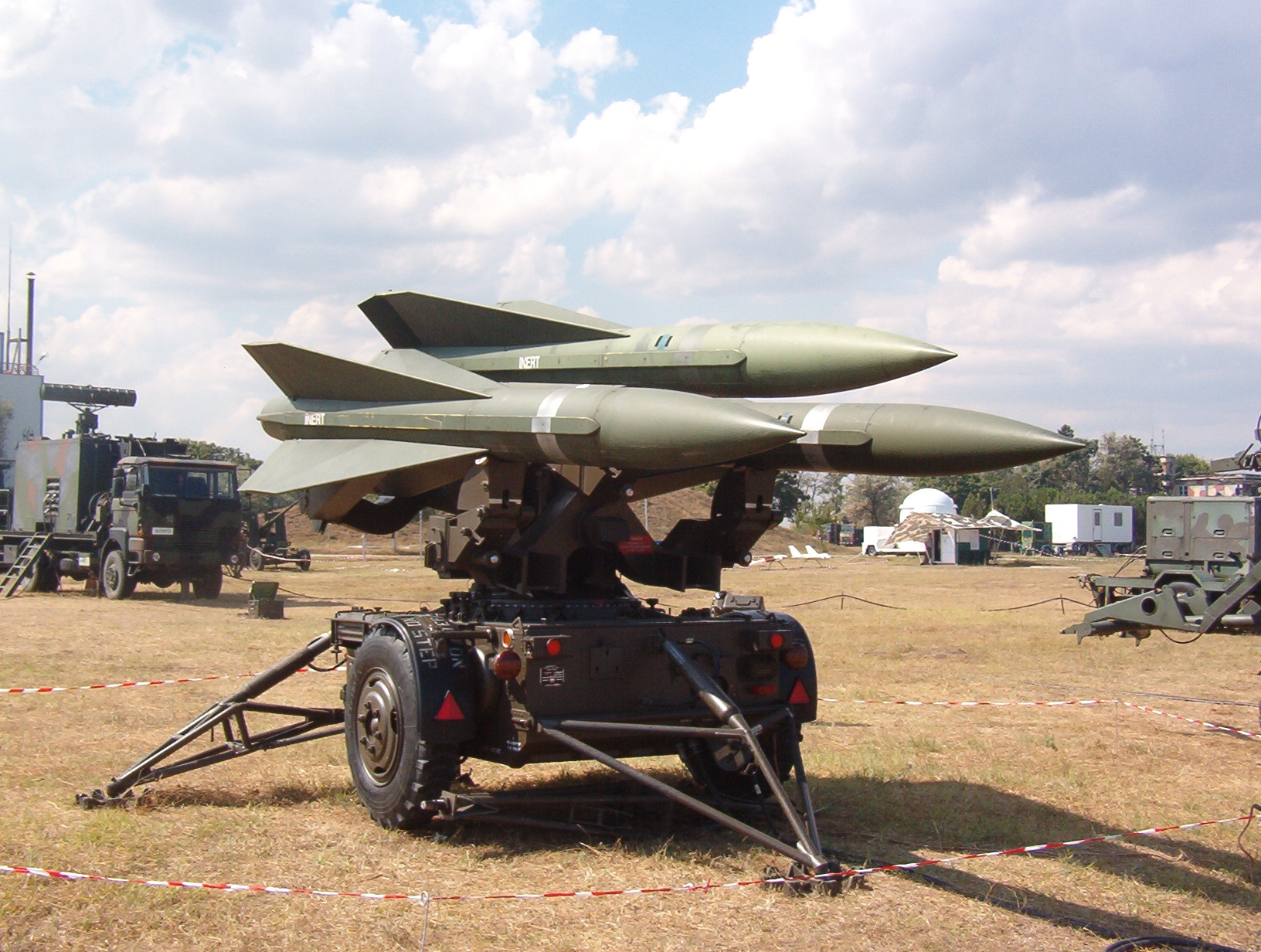
Lansator cu trei rachete MIM-23 Hawk din dotarea Forțelor Aeriene Române.

MIM-23 Hawk (acronim de la Homing All the Way Killer, distrugător dirijat în mod continuu pe timpul zborului) este un sistem antiaerian tactic, mobil, de rachete sol-aer cu rază medie de acțiune proiectat în Statele Unite ale Americii. Dezvoltat în anii 1950 de firma Raytheon, sistemul Hawk a fost îmbunătățit la intervale regulate de la introducerea sa în anul 1960 pentru a rămâne competitiv. Arma a fost folosită cu succes și împotriva unor rachete de croazieră sau rachete balistice tactice cu rază scurtă de acțiune. În cadrul armatei americane, a fost înlocuit cu sistemul MIM-104 Patriot în 1995. Infanteria marină americană a înlocuit sistemele MIM-23 Hawk cu rachetele antiaeriene portative autoghidate cu raze infraroșii FIM-92 Stinger în anul 2002. MIM-23 Hawk s-a dovedit a fi un produs de succes, fiind exportat în peste 25 de țări. Deși nu a fost folosit în luptă de Statele Unite ale Americii, sistemul are la activ peste 40 de ținte doborâte în serviciul altor țări. Aproximativ 40.000 de rachete au fost fabricate în total.

## Componență
O baterie Hawk Phase III constă în:
- Centru de distribuție a focului FDC.
- 2 radare de iluminare cu sistem opto-electronic: AN/ MPQ-61 cu HEOS.
- Radar de achiziție la joasă înălțime, 2D: AN/MPQ-62 CWAR.
- Radar de achiziție la înălțime mică și medie, 3D: AN/MPQ-64 Sentinel (include IFF).
- Sistem de lansare: 6 lansatoare M192MI (fiecare cu câte trei rachete).
- 6 generatoare MEP-816 a câte 60KW (400 Hz) fiecare.
- 12 paleți cu 36 de rachete MIM-23 în diferite configurații: CAP, EOB, IFM, MBJ, ILM.
- 3 autospeciale M-501 de încărcare-tractare a lansatoarelor.

## Utilizatori

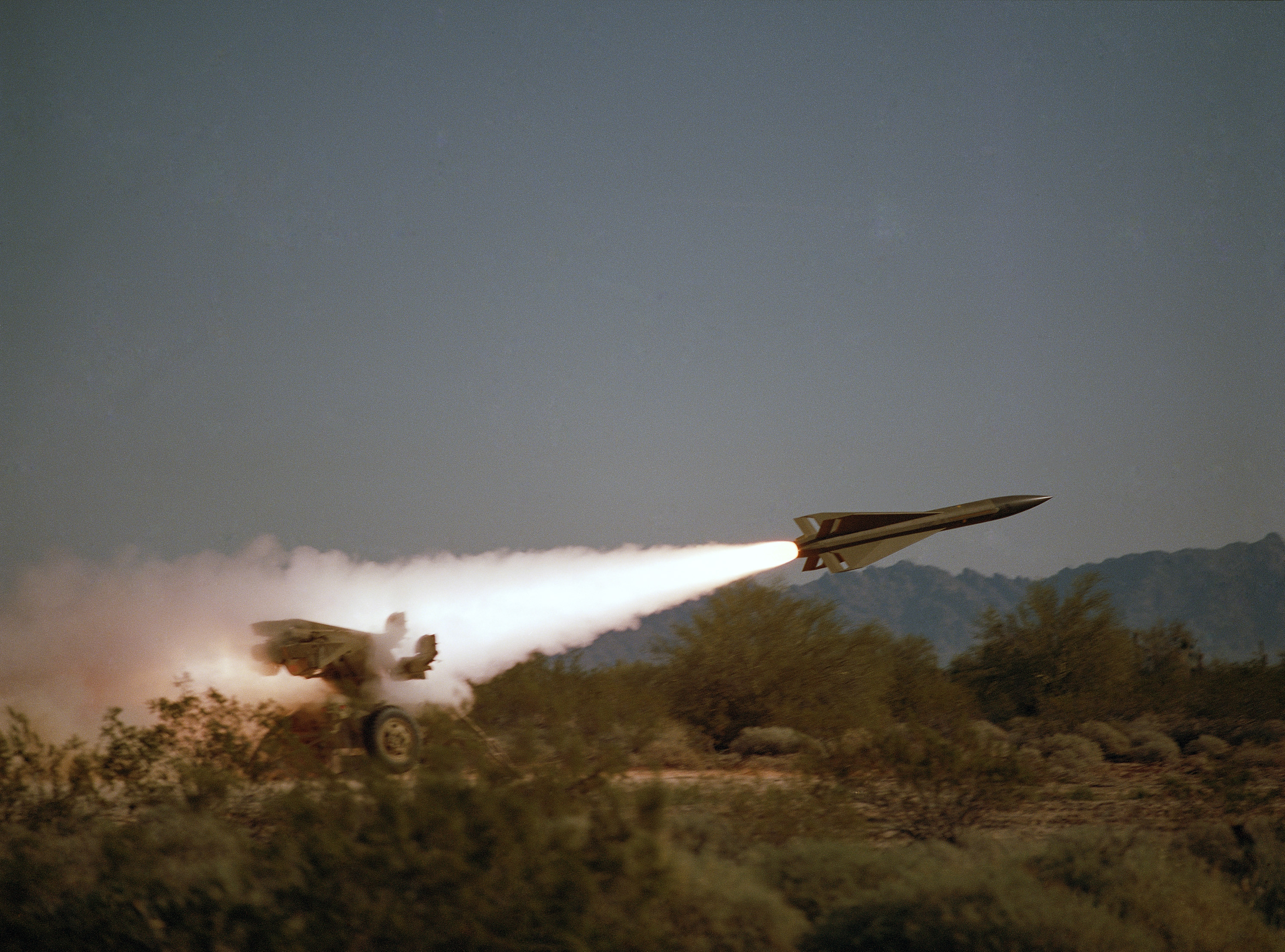
Lansarea unei rachete Hawk.

Următoarele țări aveau în dotare sisteme Hawk în anul 2010:
- Arabia Saudită - 128 I-Hawk MIM-23B
- Bahrain - 8 I-Hawk MIM-23B
- Coreea de Sud - 158 I-Hawk MIM-23B
- Egipt - 78+ I-Hawk MIM-23B
- Emiratele Arabe Unite
- Franța - 26+ MIM-23B, I-Hawk MIM-23B (va fi desființat în 2012).
- Grecia - 42 I-Hawk MIM-23B
- Iordania - 24 I-Hawk MIM-23B Phase III
- Iran - 150+ I-Hawk MIM-23B
- Japonia - 180 I-Hawk
- Kuweit - 24 I-Hawk MIM-23B Phase III
- Italia - 36 MIM-23 Hawk
- România - 8 Hawk PIP III, modernizate la standardul Hawk XXI în 2018.[7] Achiziționate din Olanda pentru 23,5 milioane de euro.[8]
- Singapore - 18+ Hawk
- Spania - 36 I-Hawk Phase III MIM-23B
- Taiwan - 100 MIM-23 Hawk
- Turcia - Hawk XXI[9]

### Foști utilizatori
- Belgia
- Germania
- Israel
- Norvegia
- Țările de Jos
- Statele Unite
- Suedia

### Utilizare în România
România a achiziționat din Olanda 8 sisteme I-Hawk PIP III (78 de vehicule și 213 rachete) în anul 2004 pentru suma de 23,5 milioane de euro. Rachetele vor fi modernizate la standardul Hawk XXI, România fiind a doua țară după Turcia care va implementa acest program. Sistemele vor înlocui vechile rachete S-75 M3 „Volhov” din dotarea Forțelor Aeriene Române. Toate sistemele Hawk au fost alocate unei structuri înființate la 1 mai 2006, denumită „Batalionul Hawk”, subordonată Brigăzii 1 Rachete Sol-Aer „General Nicolae Dăscălescu”. Până în luna mai a anului 2012, sistemul Hawk nu a lansat nicio rachetă. La data de 8 noiembrie 2012 au avut loc primele trageri reale cu rachetele antiaeriene Hawk în poligonul Capu Midia. Exercițiul a avut loc sub supravegherea a 12 instructori din Turcia.